# Aphrodite Terra

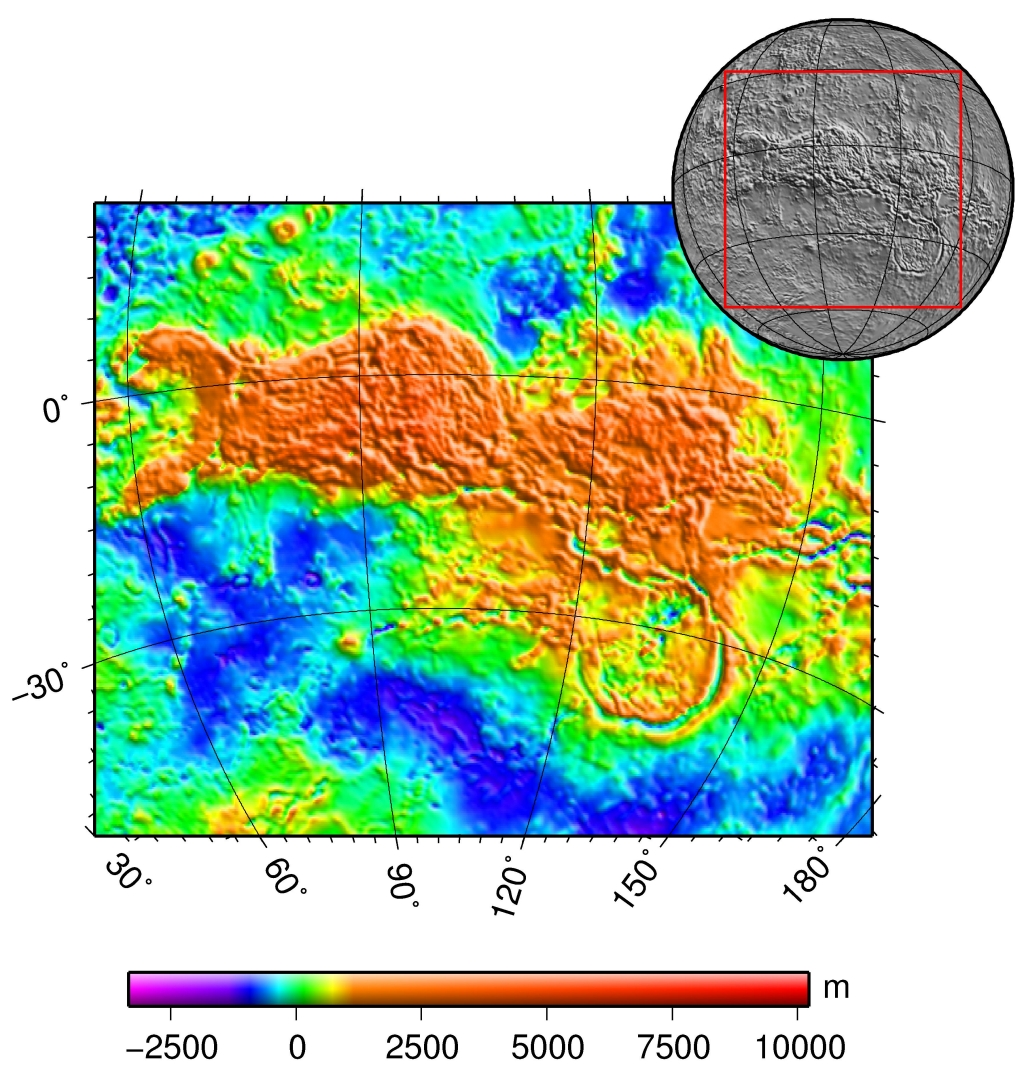
Az Aphrodite Terra topográfiai térképe

Az Aphrodite Terra a Vénusz egyenlítője közelében található magasföld, a bolygó két kontinensének egyike. Méretben nagyjából akkora mint Afrika, a másik kontinens, az Ishtar Terra valamivel kisebb.